# Черношапочная южноамериканская ласточка
Черношапочная южноамериканская ласточка (лат. Atticora pileata) — вид певчих птиц семейства ласточковых. Подвидов не выделяют.  Распространён на юге Мексики и в Центральной Америке.

## Описание
Черношапочная южноамериканская ласточка достигает длины 11,7—13,5 см и средней массы 12,2 г. Половой диморфизм не выражен. Макушка, затылок, боковые части головы и шеи глянцево-чёрные, со слабым голубоватым блеском. Спина и лопатки сепийно-коричневые, становящиеся темнее на надхвостье и переходящие в чёрный или тёмно-угольно-коричневый цвет на верхних кроющих перьях хвоста. Рулевые перья тускло-черные. Малые кроющие перья крыла глянцево-чёрные или коричневато-чёрные; остальная часть крыла коричневато-чёрная, переходящая в тёмно-серовато-коричневую на средних и самых внутренних больших кроющих перьях крыла. Скуловая область, подбородок и горло белые, в пятнах или с вкраплениями коричневого цвета. Середина груди и брюхо белые. Бока и нижняя поверхность крыла однотонного серовато-коричневого цвета. Подхвостье и нижние кроющие перья хвоста угольно-чёрные или очень тёмные угольно-коричневые. Радужная оболочка коричневая, клюв чёрный, цевка и пальцы коричневые.
Окраска оперения молоди более коричневая и менее глянцевая. Голова коричневая; подбородок и горло охристые, без тёмных крапинок. Края перьев верхней части тела и крыльев бледно-коричного цвета.

## Распространение и места обитания
Черношапочная южноамериканская ласточка распространена на юге Мексики (штат Чьяпас), в Гватемале, Сальвадоре и Гондурасе. Встречается на высоте от 1600 до 3100 метров над уровнем моря. Естественной средой обитания являются субтропические или тропические влажные горные леса и сильно деградированные леса.

## Биология
Черношапочная южноамериканская ласточка ведёт оседлый образ жизни. Питается насекомыми, которых добывает в полёте.
Сезон размножения черношапочной южноамериканской ласточки продолжается с февраля по апрель в Мексике, с апреля по июль в Гватемале и в мае — июне в Сальвадоре. Гнездо располагается во впадине или норе, например, в пустующих гнездовых норах синегорлого момота (Aspatha gularis); в расщелинах скал и, возможно, в пустотах в зданиях. Предполагают, что эти ласточки могут выкапывать свою собственную нору. Само гнездо внутри норы представляет собой неглубокую чашечку из сосновых иголок и листьев или из веток и грязи, иногда с перьями в подкладке. Постройкой гнезда занимаются оба родителя в течение пяти дней. Гнезда располагаются поодиночке или небольшими колониями. В кладке четыре белых яйца без отметин. Средние размеры яиц составляют 16,6 х 12,8 мм (диапазон 15,7—17,3 х 12,7—13,1 мм). Оба родителя кормят птенцов. Продолжительность инкубационного периода и оперения птенцов не описаны.